# Оберкремер
Оберкремер (њем. Oberkrämer) општина је у њемачкој савезној држави Бранденбург. Једно је од 19 општинских средишта округа Оберхафел. Према процјени из 2010. у општини је живјело 10.754 становника. Посједује регионалну шифру (AGS) 12065251.

## Географски и демографски подаци
Оберкремер се налази у савезној држави Бранденбург у округу Оберхафел. Општина се налази на надморској висини од 54 метра. Површина општине износи 103,2 km². У самом мјесту је, према процјени из 2010. године, живјело 10.754 становника. Просјечна густина становништва износи 104 становника/km².

## Међународна сарадња
| Мјесто | Држава    | Врста сарадње | Од    |
| ------ | --------- | ------------- | ----- |
|        | Француска | партнерство   | 1970. |
| Извор  |           |               |       |